# Asami Konno
Pour les articles homonymes, voir Konno.
Asami Konno (紺野あさ美, Konno Asami, née le 7 mai 1987 à Sapporo au Japon) est une ex-idole japonaise du Hello! Project, ex-chanteuse du groupe Morning Musume, reconvertie en présentatrice de télévision pour la chaine TV Tokyo depuis 2011.

## Biographie

### Carrière de chanteuse
Asami Konno débute en rejoignant le populaire groupe de J-pop Morning Musume en août 2001 avec la "cinquième génération" : Risa Niigaki, Ai Takahashi et Makoto Ogawa. Elle participe aussi aux groupes Country Musume et Tanpopo, et aux groupes temporaires Morning Musume Sakuragumi, Odoru 11, 11 Water et H.P. All Stars. Elle fait partie de l'équipe de futsal du H!P Gatas Brilhantes en tant que goal. Elle quitte Morning Musume et le Hello! Project mi-2006 pour se consacrer à ses études. Ce départ est alors présenté comme définitif, et elle annonce fin 2006 son admission dans la prestigieuse Université Keiō. Cependant, mi-2007, elle retourne au sein du Hello! Project, une première dans l'histoire du H!P, dans le cadre du groupe Ongaku Gatas, tout en continuant ses études à l'université. Ses activités se limitant à ce groupe, elle n'était pas alors officiellement désignée comme "soliste ex-Morning Musume", contrairement à ses ex-camarades. Son (deuxième) départ du H!P est annoncé pour le 31 mars 2009, avec les autres anciennes du Elder Club. Elle continue alors sa carrière avec son groupe au sein de la maison mère Up-Front et du M-line club. 
Fin 2010, elle annonce sa reconversion prochaine comme présentatrice pour TV Tokyo.

### Carrière de présentatrice
Le 31 mars 2011, elle met un terme à ses activités artistiques pour se consacrer à sa nouvelle carrière de présentatrice de télévision (announcer) pour la chaine TV Tokyo, et quitte Up-Front, Ongaku Gatas et le M-line club, ne participant pas au projet Dream Morning Musume de 2011 rassemblant les ex-membres du groupe. 
À partir de juillet, elle présente sur la chaine une émission quotidienne, Moe x Kon (もえ×こん, "Kon" pour Konno), aux côtés de sa nouvelle collègue Moeko Ueda ("Moe"), avec qui elle sort un single en fin d'année (Jyunjyou Fighter). 
Elle quitte la chaine en mars 2017, à la suite de son mariage avec le joueur de baseball professionnel Toshihiro Sugiura (en) en janvier, et annonce dans les mois qui suivent sa grossesse et la cessation de ses activités professionnelles pour s'occuper de sa famille.
Elle met au monde une fille le 15 septembre 2017.

## Groupes

### Au sein du Hello! Project
- Morning Musume (2001-2006)
- Tanpopo (2002)
- Odoru 11 (2002)
- Morning Musume Sakura Gumi (2003-2004)
- Country Musume ni Konno to Fujimoto (2003–2004)
- 11Water (2003)
- H.P. All Stars (2004)
- Hello! Project Akagumi (2005)
- Wonderful Hearts (2006)
- Ongaku Gatas (2007–2011)
- Elder Club (2008–2009)

### Autres
- Morning Musume OG (2010)
- Ganbarō Nippon Ai wa Katsu Singers (2011)
- Moe×Kon (2011-)

## Discographie en groupes

### Avec Morning Musume
Singles
- 31 octobre 2001 : Mr. Moonlight ~Ai no Big Band~
- 20 février 2002 : Sōda! We're Alive
- 24 juillet 2002 : Do it! Now
- 30 octobre 2002 : Koko ni Iruzee!
- 19 février 2003: Morning Musume no Hyokkori Hyōtanjima
- 23 avril 2003 : As For One Day
- 30 juillet 2003 : Shabondama
- 6 novembre 2003 : Go Girl ~Koi no Victory~
- 21 janvier 2004 : Ai Araba It's All Right
- 12 mai 2004 : Roman ~My Dear Boy~
- 22 juillet 2004 : Joshi Kashimashi Monogatari
- 3 novembre 2004 : Namida ga Tomaranai Hōkago
- 19 janvier 2005 : The Manpower!
- 27 avril 2005 : Osaka Koi no Uta
- 27 juillet 2005 : Iroppoi Jirettai
- 9 novembre 2005: Chokkan 2 ~Nogashita Sakana wa Ōkiizo!~
- 15 mars 2006 : Sexy Boy ~Soyokaze ni Yorisotte~
- 21 juin 2006 : Ambitious! Yashinteki de Ii Jan

Albums
- 27 mars 2002 :  4th Ikimasshoi!
- 26 mars 2003 :  No.5
- 31 mars 2004 :  Best! Morning Musume 2
- 8 décembre 2004 :  Ai no Dai 6 Kan
- 15 février 2006 :  Rainbow 7

(+ compilations du groupe)

### Autres participations
Singles
- 3 juillet 2002 : Shiawase Kyōryū Ondo (avec Odoru 11)
- 26 septembre 2002 : Be Happy Koi no Yajirobee (avec Tanpopo)
- 9 juillet 2003 : Be All Right! (avec 11WATER)
- 24 juillet 2003 : Uwaki na Honey Pie (avec Country Musume ni Konno to Fujimoto)
- 18 septembre 2003 : Hare Ame Nochi Suki (avec Morning Musume Sakura Gumi)
- 12 novembre 2003 : Senpai ~Love Again~ (avec Country Musume ni Konno to Fujimoto)
- 25 février 2004 : Sakura Mankai (avec Morning Musume Sakura Gumi)
- 4 août 2004 : Shining Itoshiki Anata (avec Country Musume ni Konno to Fujimoto)
- 1er décembre 2004 : All for One & One for All! (avec H.P. All Stars)
- 12 septembre 2007 : Narihajimeta Koi no Bell (avec Ongaku Gatas)
- 5 décembre 2007 : Yattarōze! (avec Ongaku Gatas)
- 10 septembre 2008 : Come Together (avec Ongaku Gatas)
- 6 mars 2010 : Ready! Kick Off!! (avec Ongaku Gatas)
- 22 juin 2011 : Ai wa Katsu (avec Ganbarou Nippon Ai wa Katsu Singers)
- 16 novembre 2011 : Jyunjyou Fighter (純情☆ファイター?) (avec Moe×Kon)

Albums
- 10 juillet 2002 : Hawaiian de Kiku Morning Musume Single Collection (avec "Takagi Boo to Morning Musume, Coconuts Musume, etc")
- 6 février 2008 : 1st Goodsal (avec Ongaku Gatas)

(+ compilations diverses)

## Filmographie
Films
- 2002 : Tokkaekko (とっかえっ娘。?)
- 2003 : Koinu Dan no Monogatari (子犬ダンの物語?)

Dramas
- 2002 : Angel Hearts
- 2002 : Ore ga Aitsu de Aitsu ga Ore de (おれがあいつであいつがおれで?)
- 2003 : Kochira Hon Ikegami Sho 2 (こちら本池上署2?)
- 2004 : New Cyborg Shibata (新サイボーグしばたっ!!?)
- 2005 : Fight! Cyborg Shibata 3 (闘え!!サイボーグしばた 3?)

## Divers
Programme TV
- 2011 : Moe x Kon

DVD
- 2006-04-12 : Alo Hello! Asami Konno DVD (アロハロ!紺野あさ美DVD?)
- 2006 : Morning Musume Asami Konno Graduation Memorial DVD (モーニング娘。紺野あさ美卒業メモリアル DVD?)

Radio
- 2002-2003 : Tanpopo Henshubu OH-SO-RO!

Photobooks 
- 2002-08-13 : 5 Morning Musume. 5ki Members (5 モーニング娘。5期メンバー?) (avec Ai Takahashi, Makoto Ogawa, Risa Niigaki)
- 2004-08-24 : Asami Konno (紺野あさ美?)
- 2005-08-10 : Natsufuku: Natsu o Sugosu Shōjo (なつふく ～夏を過ごす少女～?)
- 2006-03-30 : Alo Hello! Asami Konno Shashinshū (アロハロ！紺野あさ美写真集?)
- 2006-07-08 : See You Again
- 2006-09-10 : Sweet Days